# Economia de Pernambuco
Pernambuco é o décimo estado mais rico e tem o décimo sétimo maior PIB per capita entre os integrantes da federação brasileira. Em nível regional, o estado possui o segundo maior PIB do Norte-Nordeste do país e o maior PIB per capita entre os estados nordestinos. Em valores de mercado, o PIB de Pernambuco alcançou R$ 288,6 bilhões em 2024, segundo dados divulgados pela Secretaria de Planejamento, Gestão e Desenvolvimento Regional (Seplag-PE). Sua economia representa 2,7% de toda riqueza produzida no Brasil, segundo o IBGE em 2019.
O IBGE em 2019 também apontou que a economia pernambucana é sustentada pela prestação de serviços (75,8%), seguido pela indústria (19,7%) e pela agropecuária (4,5%).
De acordo com boletim referente ao ano de 2017, publicado pelo Ministério da Fazenda, Pernambuco havia arrecadado R$ 14.466.357 mil em ICMS naquele ano, sendo como o 9° (nono) maior arrecadador deste imposto entre os estados da federação. Com dados do mesmo ano, Pernambuco figurou como o único estado nordestino a receber em investimentos federais um valor inferior ao que enviou em impostos para Brasília.
A monocultura da cana-de-açúcar e do algodão e a extração do pau-brasil foram a base da economia estadual desde o Brasil Colônia até um período mais recente, quando o estado passou por uma forte diversificação econômica ocasionada por investimentos na infraestrutura logística. No setor primário, a região semiárida do vale do Rio São Francisco tornou-se uma grande exportadora de frutas tropicais; no setor secundário, a região litorânea se destaca pela indústria leve (alimentícia e automobilística) e pesada (metalúrgica, petroquímica e siderúrgica), enquanto o Agreste pela indústria têxtil; no setor terciário, Recife e Caruaru são importantes pólos comerciais e de prestação de serviços a nível regional, enquanto que o litoral sul se destaca pelo forte turismo em suas praias internacionalmente conhecidas.
Entre os investimentos importantes que o estado recebeu nas últimas décadas, destacam-se a Refinaria Abreu e Lima, a segunda maior da região nordeste e a mais moderna do país; o Estaleiro Atlântico Sul, o maior estaleiro do Hemisfério Sul; a Jeep, que construiu no estado a mais moderna montadora do grupo no mundo, além de um centro de pesquisas; a Vivix, única indústria de vidros planos do país; o Polo Farmacoquímico e de Biotecnologia, o primeiro do tipo no Brasil; entre outros na área de geração de energia eólica e informática.

## Breve histórico

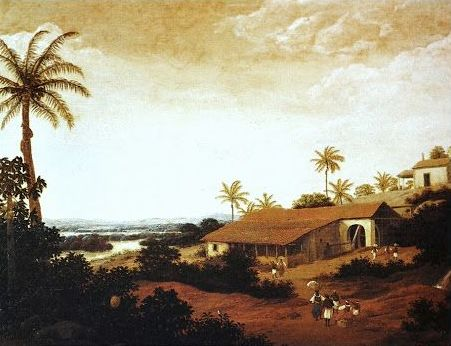
Pintura Engenho da Capela do pintor holandês Frans Post.

À época do Brasil Colônia, Pernambuco era a mais rica das capitanias, e responsável por mais da metade das exportações brasileiras de açúcar. Sua riqueza foi alvo do interesse de outras nações e, no século XVII, os holandeses se estabelecem no estado. A cana-de-açúcar continua sendo o principal produto agrícola da Zona da Mata pernambucana, embora o estado não seja mais o maior produtor do país.
Apesar do declínio do açúcar, Pernambuco se manteve entre as cinco maiores economias estaduais do país até meados da década de 1940: em 1907, o estado tinha a quarta maior produção industrial do Brasil, após Rio de Janeiro, São Paulo e Rio Grande do Sul e à frente de estados como Minas Gerais e Paraná.Em 1939, Pernambuco era ainda a quinta maior economia entre os estados brasileiros, após São Paulo, Rio de Janeiro, Minas Gerais e Rio Grande do Sul.
Após ter ficado estagnada durante a chamada "década perdida" (de 1985 a 1995), a economia pernambucana vem crescendo rapidamente desde o fim do século XX. Na Era Vargas, Pernambuco ainda aparecia entre os cinco maiores geradores de riqueza, à frente de estados que foram mais subsidiados no período militar, a exemplo do Paraná (via Itaipu, dentre outros empreendimentos). No fim da década de 2000 a construção civil liderou o crescimento econômico de Pernambuco, seguida pela indústria de transformação e pelos serviços.

## Setor primário

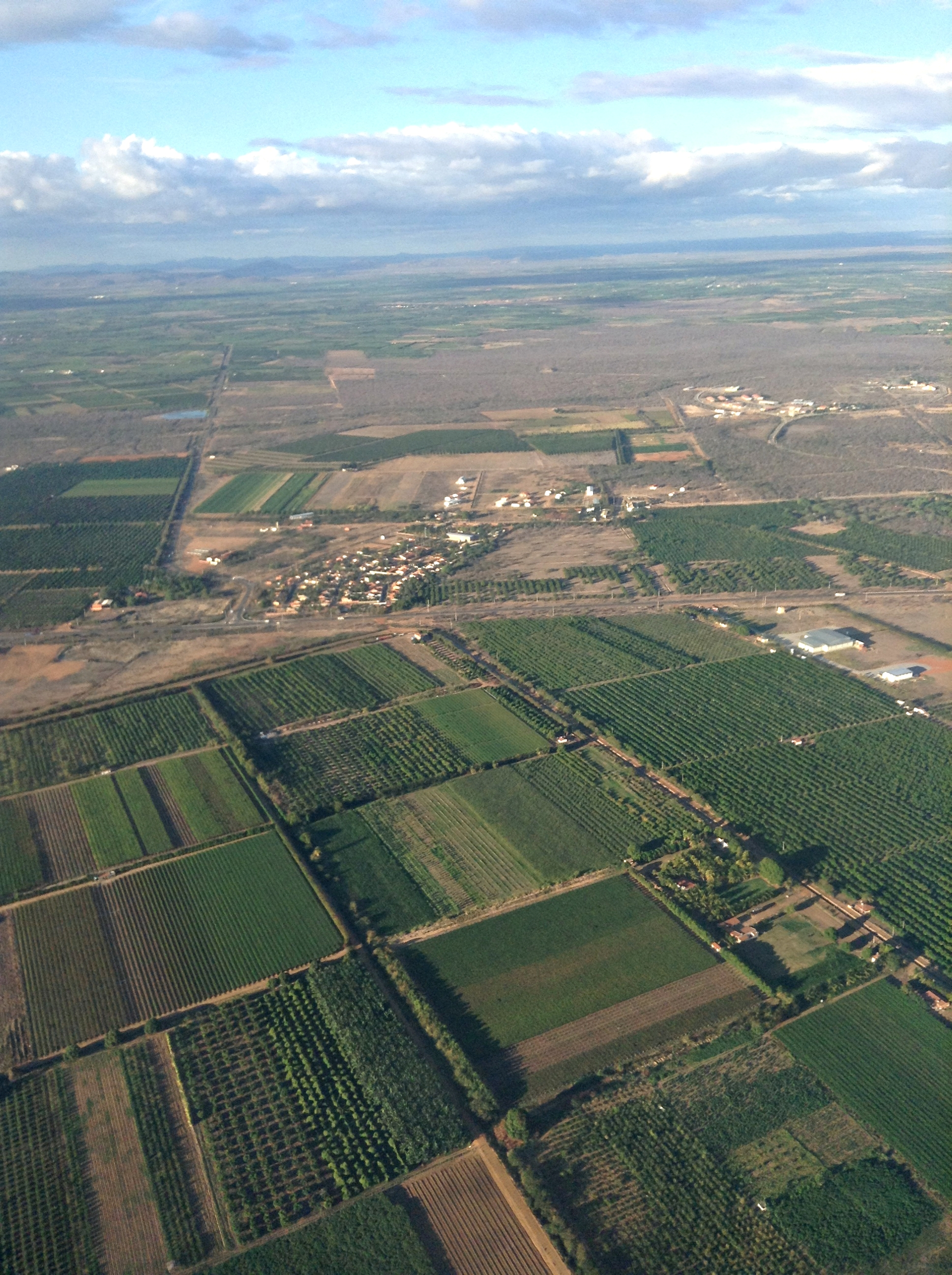
Plantação irrigada de uvas em área de caatinga no município de Petrolina. Pernambuco é o maior produtor de uva de mesa do Brasil.

### Agricultura
Entre os principais produtos agrícolas cultivados em Pernambuco encontram-se a uva, a manga, o coco, o limão, a cebola, a mamona, a fava, a goiaba, a banana, a castanha-de-caju, o melão, a melancia, a acerola e a cana-de-açúcar. Pernambuco é atualmente o maior produtor de uva de mesa, o segundo de acerola e goiaba, o terceiro maior produtor de manga, o terceiro maior polo floricultor, e o oitavo maior produtor de cana-de-açúcar do Brasil.
Merece destaque a expansão que vem tendo a partir dos anos 1970 a agricultura irrigada no Sertão do São Francisco, com projetos de irrigação hortifrutícolas implantados com o apoio da CODEVASF e produção voltada para o mercado externo. No agreste, o município de Gravatá se destacava pela produção de morango possibilitada pelo seu clima serrano, no entanto, a atividade foi deixada de lado pelos produtores locais e a típica Festa do Morango deixou de ocorrer em 2002.
A cana-de-açúcar é o principal produto agrícola da Zona da Mata pernambucana. Também estão presentes nesta mesorregião culturas de subsistência, além de fruticultura e hortaliças. No Agreste, cidades como Garanhuns, Gravatá, Chã Grande e Bonito passaram a se dedicar à floricultura, produzindo flores tropicais e tradicionais. Além do cultivo de flores, vêm crescendo no agreste pernambucano as lavouras de café e as plantações de seringueiras. No Sertão, a fruticultura irrigada produz toneladas de frutas tropicais por ano, e o principal polo de produção fica em Petrolina, no vale do rio São Francisco.
De acordo com Censo Agropecuário do Instituto Brasileiro de Geografia e Estatística (IBGE) para o ano de 2017, a lavoura permanente registrou destaques na colheita de Abacate (320,020 toneladas); Banana (194.348,370 toneladas); Café (30,432 toneladas); Castanha-de-caju (356,674 toneladas); Coco-da-Baía (91.330,430 toneladas); Goiaba (40.853,205 toneladas); Laranja (5.771,563 toneladas); Limão (4.963,277 toneladas); Mamão (11.581,500 toneladas); Manga (131.491,402 toneladas); Maracujá (8.168,605 toneladas); Urucum (23,575 toneladas) e uva de mesa (158.310,074 toneladas); e uva de vinho (21.001,700 toneladas).
Na lavoura temporária houve destaque na colheita de Abacaxi (14.697,641 toneladas em 1.062,015 hectares); Algodão (35,276 toneladas em 46,574 hectares); Amendoim (175,166 toneladas em 51,742 hectares); Arroz (1.316,090 toneladas em 217,545 hectares); Batata-inglesa (339,652 toneladas em 118,096 hectares); Cana-de-açúcar (6.107,902 toneladas em 664,672 hectares); Cebola (21.511,527 toneladas em 1.097,698 hectares); Fava (3.248,694 toneladas em 11.196,667 hectares); Feijão (34.339,50 toneladas em 127.427,977 hectares); Mamona (10,024 toneladas em 27,850 hectares); Mandioca (149.866,754 toneladas em 29.979,194 hectares); Melancia (60.842,451 toneladas em 5.620,597 hectares); Melão (27.315,405 toneladas em 1.425,900 hectares); Milho (62.989,231 toneladas em 123.500,121 hectares) e tomate (21.462,520 toneladas em 726,262 hectares).

### Pecuária
No levantamento referente ao ano de 2016, o Instituto Brasileiro de Geografia e Estatística (IBGE) mostrou que naquele ano o estado tinha um total de 1.895,185 bovinos; 10.437 bubalinos; 124.716 equinos; 630.065 suínos; 2.492,388 caprinos; 2.478,072 ovinos; 12.027,245 galináceos; 538.165 codornas; e 488.780 vacas ordenhadas.
O município de São Bento do Una, no Agreste Central, se destaca pela criação de galináceos, sendo o maior produtor de carne de frango da região nordeste e o 5° maior produtor de ovos do país, e onde se realiza anualmente a Corrida da Galinha. No ano de 2016 a produção de ovos no estado totalizou 214.930 mil dúzias, já a produção de ovo-de-codorna totalizou 7.883 mil dúzias.
A região do Agreste Meridional tem ênfase na produção leiteira, correspondendo a maior bacia leiteira do estado e contribuindo na posição pernambucana de 8° lugar na produção nacional entre os outros estados. O estado tem indústrias ligadas à bacia leiteira, como a Laticínios Bom Gosto e Nestlé (em Garanhuns) e a Brasil Foods (BRF) no município de Bom Conselho. Em 2016 a produção de leite no estado alcançou o volume de 839.029 mil litros.
O Sertão do Araripe, no oeste do estado, composto por onze municípios é considerado o maior produtor de mel do país, tendo o município de Araripina o título de maior produtora de mel do Brasil, e contribuindo para a 8a colocação de Pernambuco na produção nacional. Essa região produz cerca de 75% de todo mel comercializado no estado. Em 2016, foram produzidos 372.100 quilos de mel.
Os resultados da aquicultura para 2016 foram a Carpa (1.500 quilos); Curimatã (1.100 quilos); Tambaqui (22.363 quilos); Tilápia (6.529 quilos); Traíra (25.000 quilos); Alevinos (8.100 milheiros); Camarão (2.245 quilos); e Larvas e pós-larvas de camarão (400 milheiros).

### Extrativismo

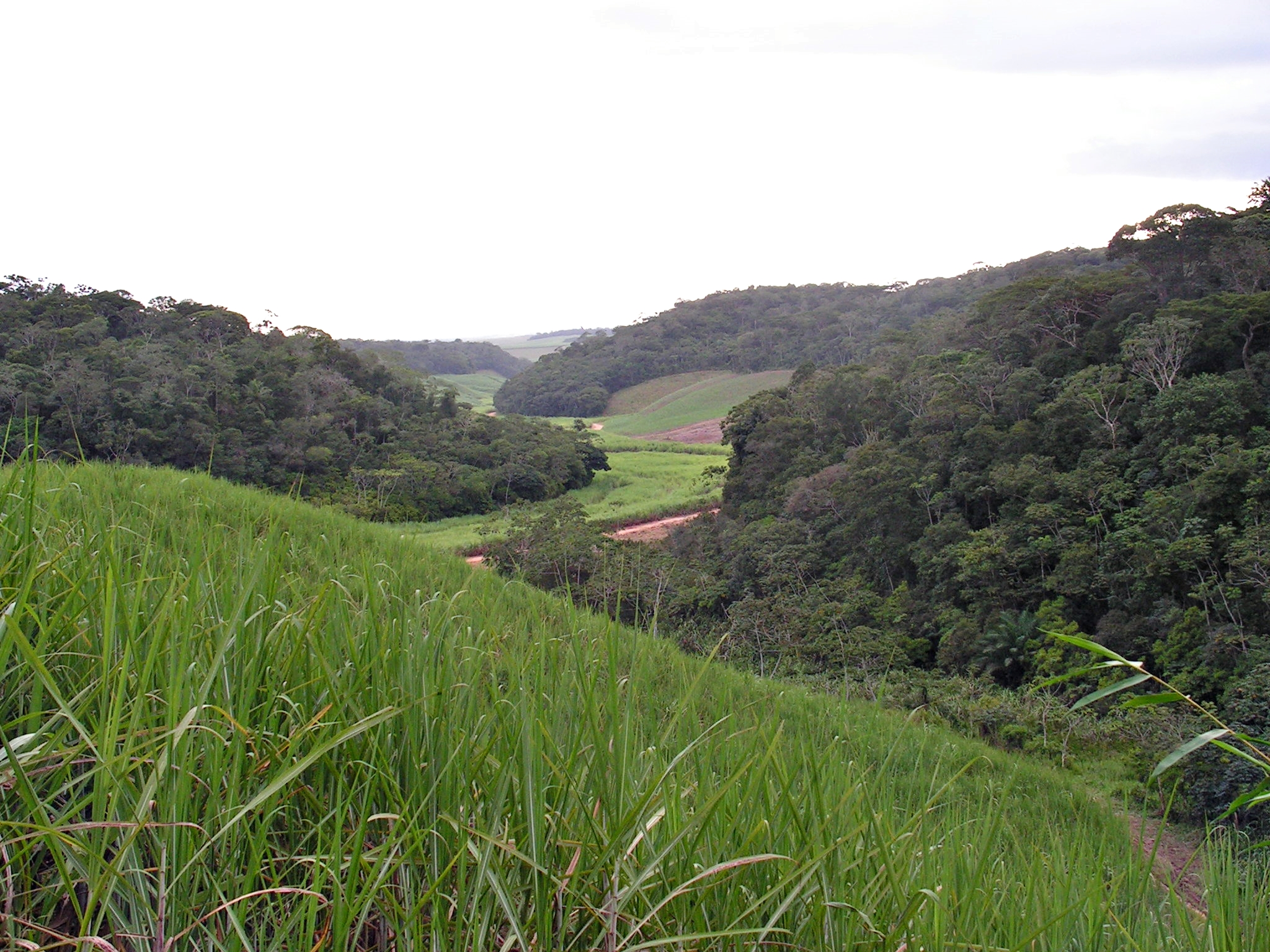
Remanscente de Mata Atlântica em uma região canavieira.

Segundo dados do IBGE para o ano de 2016, houve destaque na extração de Castanha-de-caju (683 toneladas); Umbu (373 toneladas); Carvão vegetal (7.080 toneladas); Madeira lenha (1.910.352 m³); Madeira tora (16.997 m³); Pequi (7 toneladas) e angico (24 toneladas).
O estado conta com uma reserva extrativista criada por Decreto Presidencial em 26 de setembro de 2007. A Reserva Extrativista Acaú-Goiana se localiza na divisa norte pernambucana com a Paraíba. A região é formada por 6.676,69 hectares de bioma marinho costeiro preservado, sendo cortado a norte pelo Rio Tracunhaém, que faz a divisa natural da reserva em território pernambucano e paraibano. A reserva foi criada com o objetivo de proteger os meios de vida ali presentes e ao mesmo tempo garantir, por meio de regulamentação, a captura de crustáceos por pescadores de povoados periféricos à unidade, como Carne de Vaca e Tejucupapo.

### Mineração
Com dados de 2014, Pernambuco produz cerca de 97% de todo o gesso consumido no Brasil. A matéria-prima para a produção de gesso é a gipsita, que é um minério muito abundante no país. As maiores reservas se concentram na Bahia (44%), no Pará (31%) e em Pernambuco (18%), porém, a porção de reserva que apresenta melhor condições de aproveitamento econômico se encontram na região do Araripe, especificamente nas divisas dos estados de Pernambuco, Piauí e Ceará.
Em 2009, a empresa pernambucana Casaforte Empreendimentos realizou estudos geológicos no município de Floresta, no vale do São Francisco e, a partir dele, desenvolveu tecnologia para possibilitar o processamento químico de Ilmenita destinado à produção de pigmento de dióxido de Titânio, utilizado na produção de tintas, plásticos, cosméticos e papéis, dentre outras. De acordo com a empresa, os recursos minerais são suficientes para sustentar a produção por mais de 70 anos. A capacidade inicial de produção está estimada em 60 toneladas de pigmento por ano, no entanto, com novos investimentos este volume poderia subir para 120 mil toneladas/ano após 5 anos do início das operações. O pontapé inicial na produção está previsto para ocorrer em 2019. A empresa ainda trabalha num projeto de aproveitamento de Ferro no município de Custódia, também no sertão.

## Setor secundário

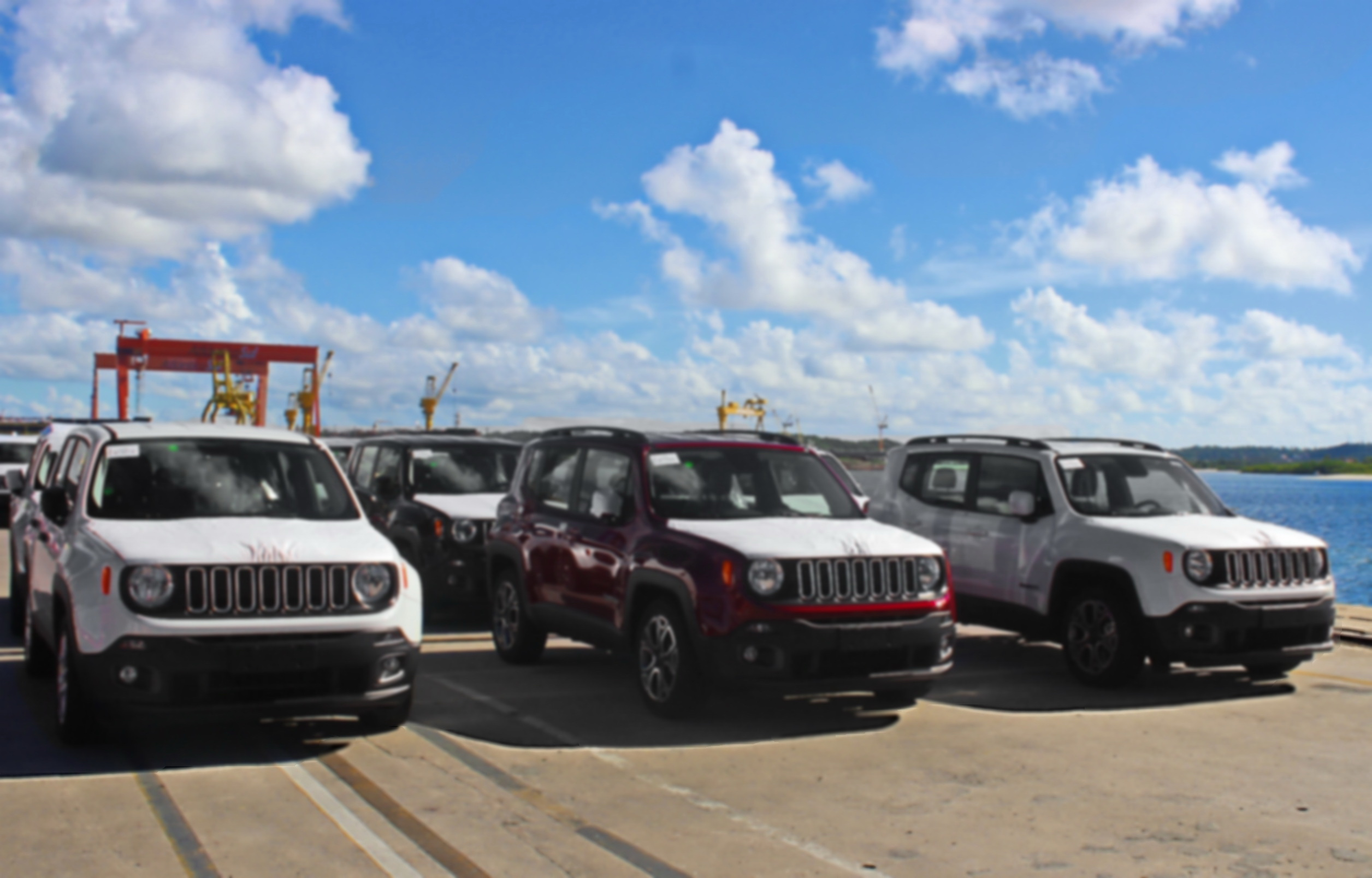
O Jeep Renegade é produzido na fábrica da FCA em Goiana. Na foto, embarque do Renegade no Porto de Suape.

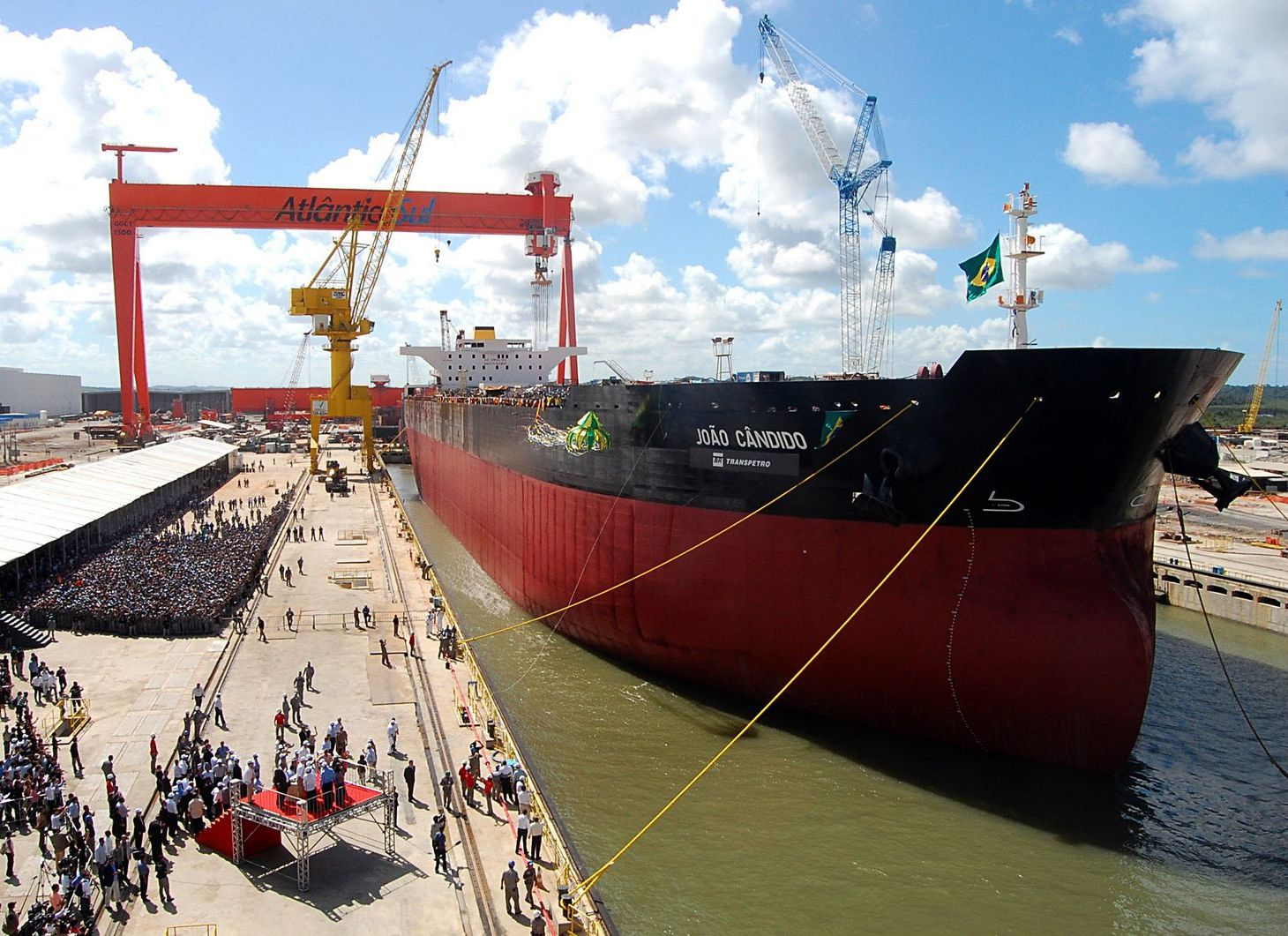
O principal empreendimento da indústria naval pernambucana é o Estaleiro Atlântico Sul, maior estaleiro do Hemisfério Sul.

A produção industrial pernambucana está entre as maiores do Norte-Nordeste. Se destacam as indústrias naval, automobilística, química, metalúrgica, de vidros planos, eletroeletrônica, de minerais não metálicos, têxtil e alimentícia.
Em 7 de novembro de 1978, uma lei estadual criou o Complexo Industrial e Portuário de Suape na região do porto homônimo, entre os municípios de Ipojuca e Cabo de Santo Agostinho, na Região Metropolitana do Recife. Atualmente, Suape é o principal complexo industrial do estado.
Pernambuco abriga empreendimentos como as montadoras Jeep (automóveis - município de Goiana) e Shineray (motocicletas - município de Ipojuca), a Refinaria Abreu e Lima, a Petroquímica Suape, o Estaleiro Atlântico Sul, a Hemobrás, a Novartis, dentre diversos outros investimentos.
A matriz da multinacional pernambucana Baterias Moura, que fornece baterias para a metade dos carros fabricados no Brasil, está localizada na cidade de Belo Jardim, no agreste do estado. O conglomerado pernambucano Queiroz Galvão reúne mais de 50 empresas nos segmentos de Construção, Desenvolvimento Imobiliário, Alimentos, Participações e Concessões, Óleo e Gás, Siderurgia e Engenharia Ambiental, com presença em todos os estados brasileiros assim como em países da América Latina e da África, exportando seus produtos para Estados Unidos, Canadá e Europa. Também se destacam entre as empresas industriais oriundas de Pernambuco os grupos João Santos, Cornélio Brennand, Ricardo Brennand, Delta, Petra Energia, Raymundo da Fonte, EBBA S.A., Indústrias ASA, dentre outros.
A mineração é um setor de pouca expressão na economia pernambucana, com produção de baixo valor intrínseco. Os principais produtos minerais do estado são a brita, a gipsita, a água mineral, o calcário, a areia, a ilmenita, a argila e as rochas ornamentais. A Microrregião de Araripina destaca-se na extração da gipsita, fornecendo 95% do gesso consumido no Brasil.

## Setor terciário

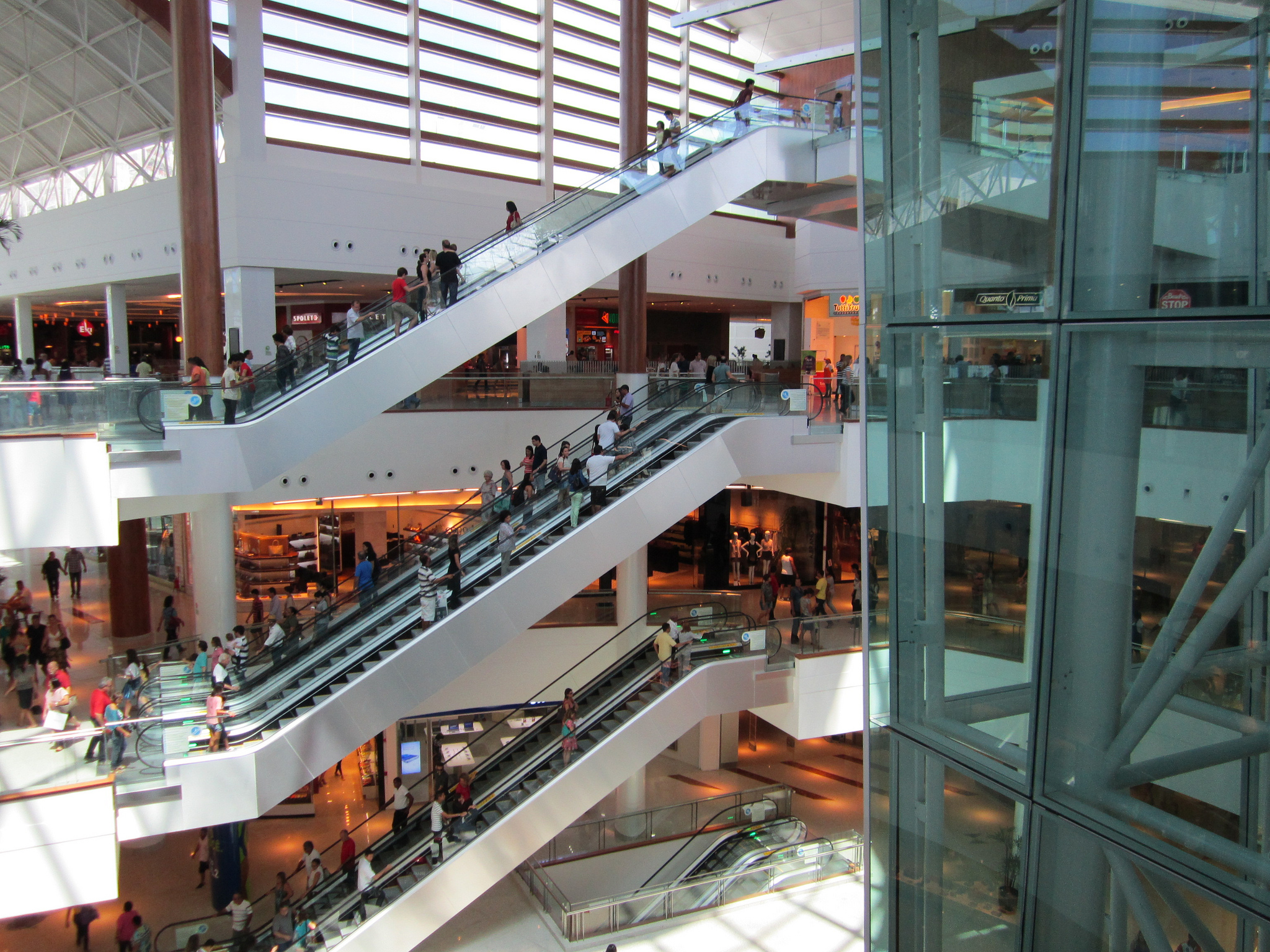
Pernambuco possui dois dos dez maiores shopping centers do Brasil: o RioMar Shopping (foto) e o Shopping Recife.

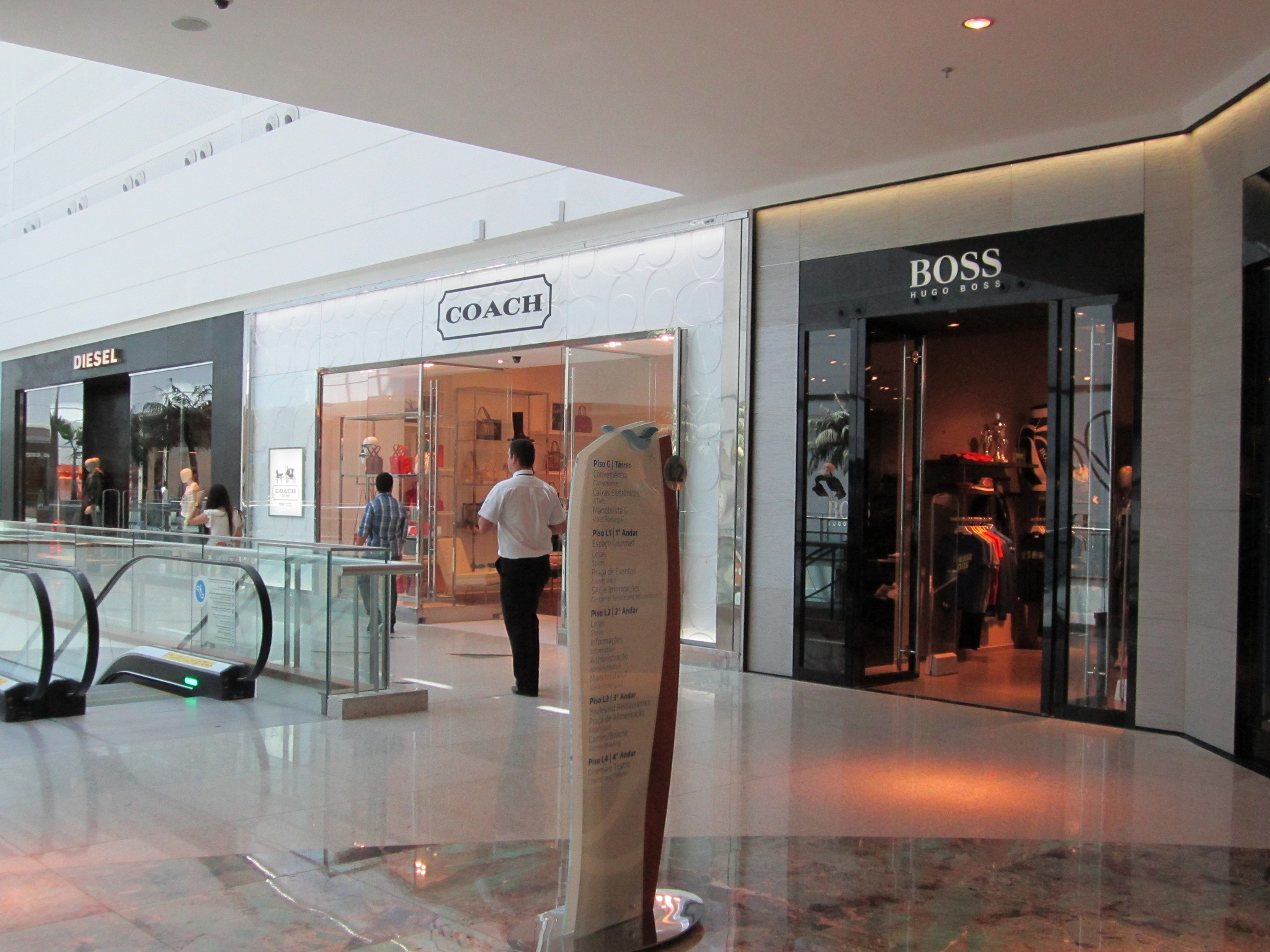
Pernambuco é o estado com a maior concentração de grifes de alto luxo do Norte-Nordeste.

Recife é um tradicional polo de serviços. Os segmentos de maior destaque são: comércio, serviços médicos, serviços de informática e de engenharia, consultoria empresarial, ensino e pesquisa, atividades ligadas ao turismo.
A capital pernambucana abriga o Porto Digital, reconhecido como o maior parque tecnológico do Brasil, com mais de 200 empresas, entre elas multinacionais como Motorola, Borland, Oracle, Sun, Nokia, Ogilvy, IBM e Microsoft. Emprega cerca de seis mil pessoas, e tem 3,9% de participação no PIB do estado.
O Polo Médico do Recife, considerado o segundo maior do país, atrai pacientes do Brasil e do exterior. Os estrangeiros que vão ao Recife em busca de atendimento na área médica, em sua maioria africanos e norte-americanos, visam qualidade nos serviços e preço baixo no atendimento (o que torna isso possível também é o facto de Pernambuco estar acima da média na formação desta área).
O RioMar Shopping, localizado na Zona Sul do Recife, é o maior centro de compras do Norte-Nordeste e o terceiro maior do Brasil, além de primeiro endereço de alto luxo do Nordeste e Norte brasileiro, abarcando grifes como Prada, Gucci, Burberry, Dolce & Gabbana, Emporio Armani, Valentino, Versace Collection, entre outras. Pertence ao Grupo JCPM, conglomerado sediado no Recife, que é proprietário, dentre outros centros comerciais, do Shopping Recife (sétimo maior shopping do Brasil), do Salvador Shopping na capital baiana e do Shopping Villa Lobos em São Paulo.
Recife foi eleita por pesquisa encomendada pela MasterCard Worldwide como uma das 65 cidades com economia mais desenvolvida dos mercados emergentes no mundo. Apenas cinco capitais brasileiras entraram na lista: São Paulo, que foi a cidade brasileira mais bem colocada, na 12ª posição; Rio de Janeiro (36ª posição); Brasília (42ª); Recife (47ª); e por último Curitiba (49ª). Xangai e Pequim, na China, ocuparam as duas primeiras posições.

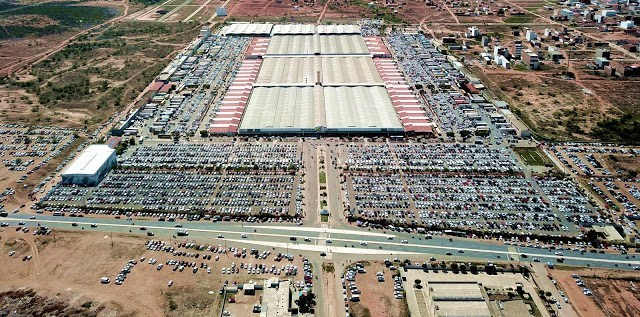
O Moda Center Santa Cruz, em Santa Cruz do Capibaribe, é o maior centro atacadista de confecções da América Latina.

A Tupan, atacadista distribuidora de materiais de construção fundada em Serra Talhada, no sertão do estado, é a maior empresa do ramo no Norte-Nordeste e a quinta maior do Brasil segundo o IBOPE. O grupo atende mais de 12.000 clientes lojistas em todo o Norte-Nordeste, contando com três Centros de Distribuição, localizados em Pernambuco e Alagoas (Serra Talhada, Recife e Maceió), além de sete lojas de varejo sendo: quatro em Serra Talhada, duas em Recife e uma em Maceió. Possui ainda uma frota própria de 130 caminhões, 120 Representantes Comerciais e um efetivo de mais de 1.000 colaboradores.
Pernambuco abriga ainda o polo têxtil do Agreste, segundo maior polo de confecções do Brasil, abarcando 13 cidades em 2009, nas quais se concentram mais de 18 mil empresas do setor. Caruaru, Santa Cruz do Capibaribe e Toritama formam o triângulo e o principal ponto de venda e fabricação de confecções do agreste. Santa Cruz do Capibaribe possui o  maior parque de confecções da América Latina, o Moda Center Santa Cruz. Toritama é responsável por 15% das confecções feitas com jeans produzidas no Brasil. Caruaru tem sua produção têxtil escoada através da Feira de Caruaru. 

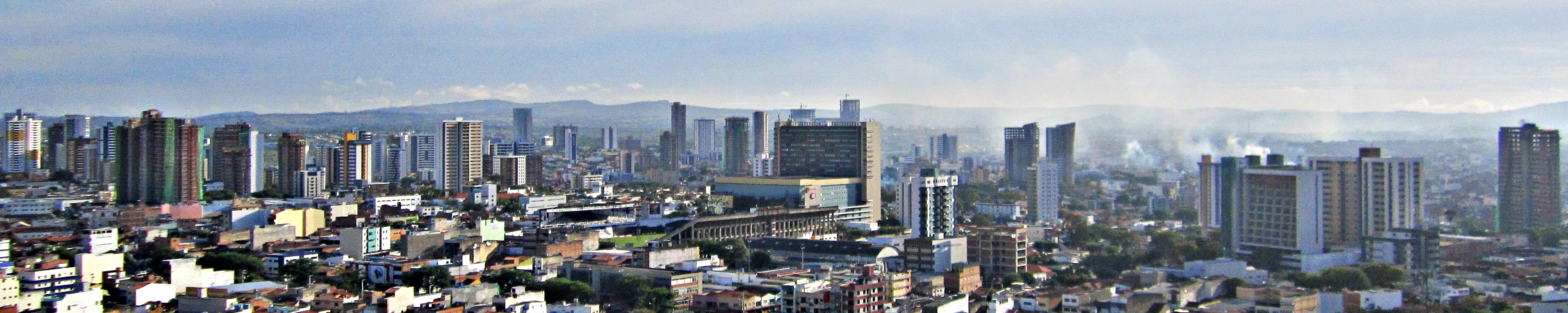
Caruaru, capital do agreste brasileiro, compõe junto com Santa Cruz do Capibaribe e Toritama o chamado triângulo têxtil de Pernambuco.

### Porto Digital

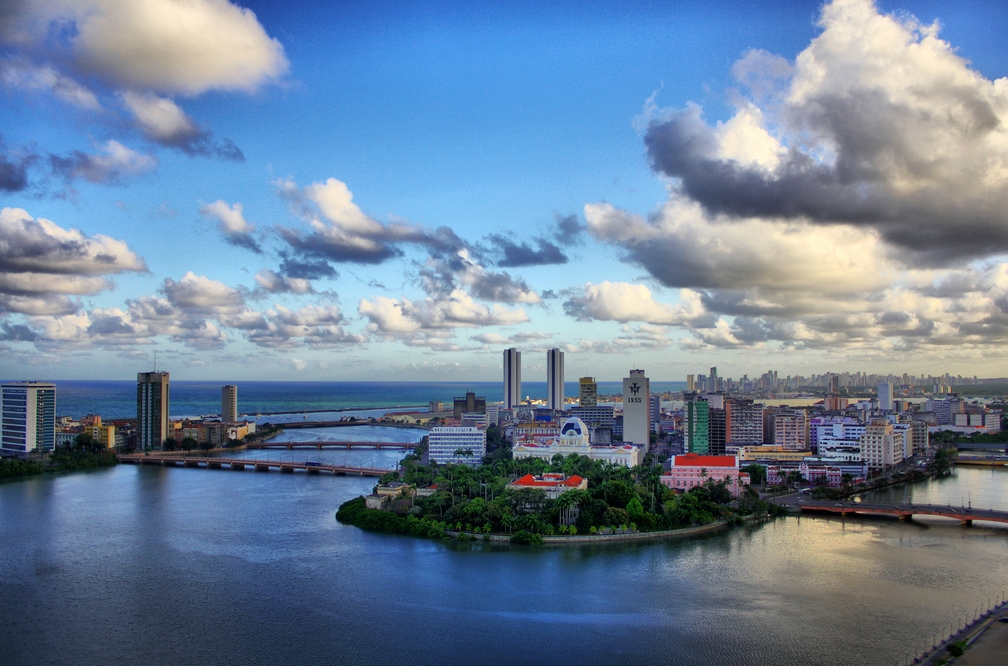
O Porto Digital, localizado no bairro do Recife Antigo na capital pernambucana, é o maior parque tecnológico do Brasil e referência mundial na produção de softwares.

Pernambuco conta com um dos mais importantes parques tecnológicos do Brasil, localizado no bairro do Recife, na capital estadual, e na cidade de Caruaru onde se localiza uma unidade avançada. Trata-se do Porto Digital, que abriga mais de duzentas empresas, entre elas multinacionais como Accenture, Oracle, ThoughtWorks, Ogilvy, IBM e Microsoft, e é reconhecido pela A. T. Kearney como o maior parque tecnológico do Brasil em faturamento e número de empresas, O Centro de Informática da Universidade Federal de Pernambuco (CIn UFPE) fornece mão de obra para o polo, que gera sete mil empregos e tem participação de 3,5% no PIB do Estado de Pernambuco.

### Turismo

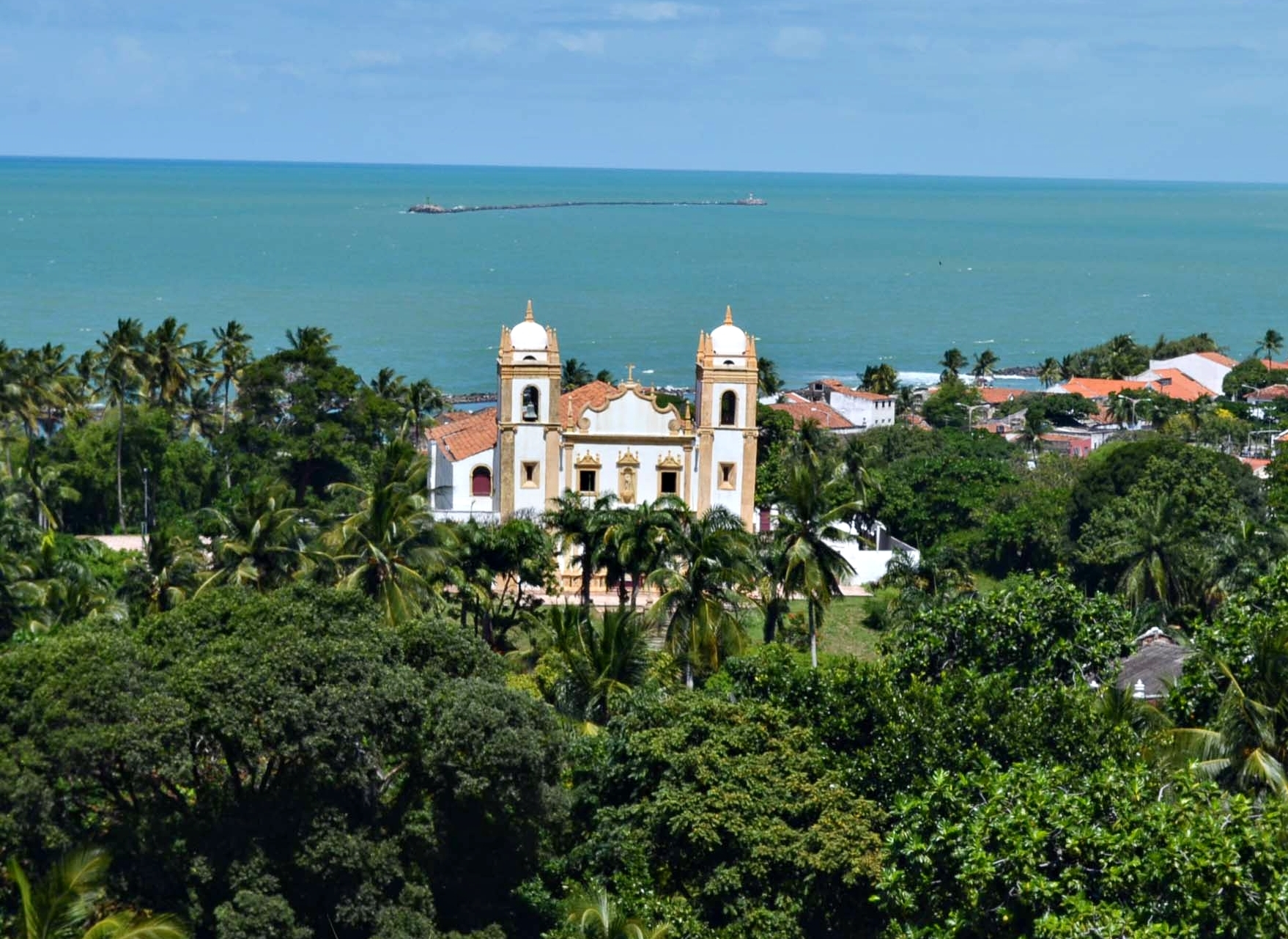
Igreja do Carmo com o mar azul turquesa de Olinda ao fundo, cartão postal de Pernambuco.

O turismo no estado de Pernambuco oferece diversas atrações históricas, naturais e culturais.
As principais localidades turísticas do estado de Pernambuco são Fernando de Noronha, Porto de Galinhas, Cabo de Santo Agostinho, Olinda, Recife, Igarassu, Itamaracá, Gravatá, Triunfo, Garanhuns, Caruaru e Bonito.
Segundo a pesquisa "Hábitos de Consumo do Turismo Brasileiro 2009", realizada pela Vox Populi, Pernambuco foi o segundo destino turístico preferido dos brasileiros, já que 11,9% dos turistas optaram pelo estado nas categorias pesquisadas; e segundo a International Congress And Convention Association (ICCA), Pernambuco é o terceiro melhor polo de eventos internacionais do Brasil.
O litoral do estado de Pernambuco tem cerca de 187 km de extensão, entre praias e falésias, zonas urbanas e locais praticamente intocados. Faz divisa ao norte com a Paraíba e ao sul com Alagoas. Além do litoral continental, possui o arquipélago de Fernando de Noronha e suas 16 praias.

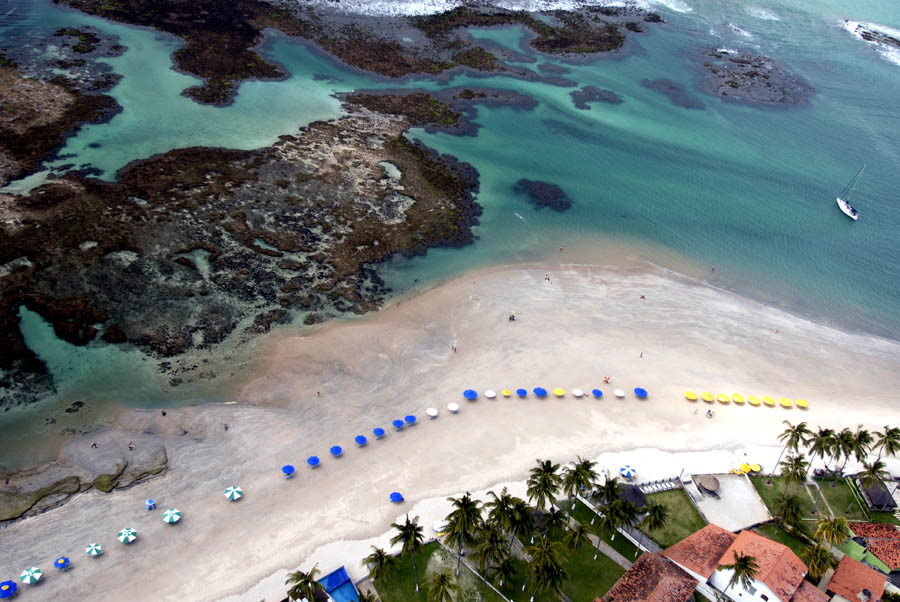
Porto de Galinhas foi eleita por 10 vezes consecutivas a Melhor Praia do Brasil — segundo a Revista Viagem e Turismo, da Editora Abril.

Pernambuco oferece dez rotas de turismo que vão do litoral ao interior criadas pela Empetur, que visam explorar os principais pontos turísticos de cada região do estado de acordo com suas potencialidades, que vão do turismo de sol e mar e ecoturismo ao turismo serrano e religioso.
Entre as praias mais procuradas do estado estão as de Boa Viagem, Porto de Galinhas, Carneiros, Serrambi, Guadalupe, Calhetas, Maria Farinha, Nossa Senhora do Ó, Ilha de Itamaracá e a Ilhota da Coroa do Avião.

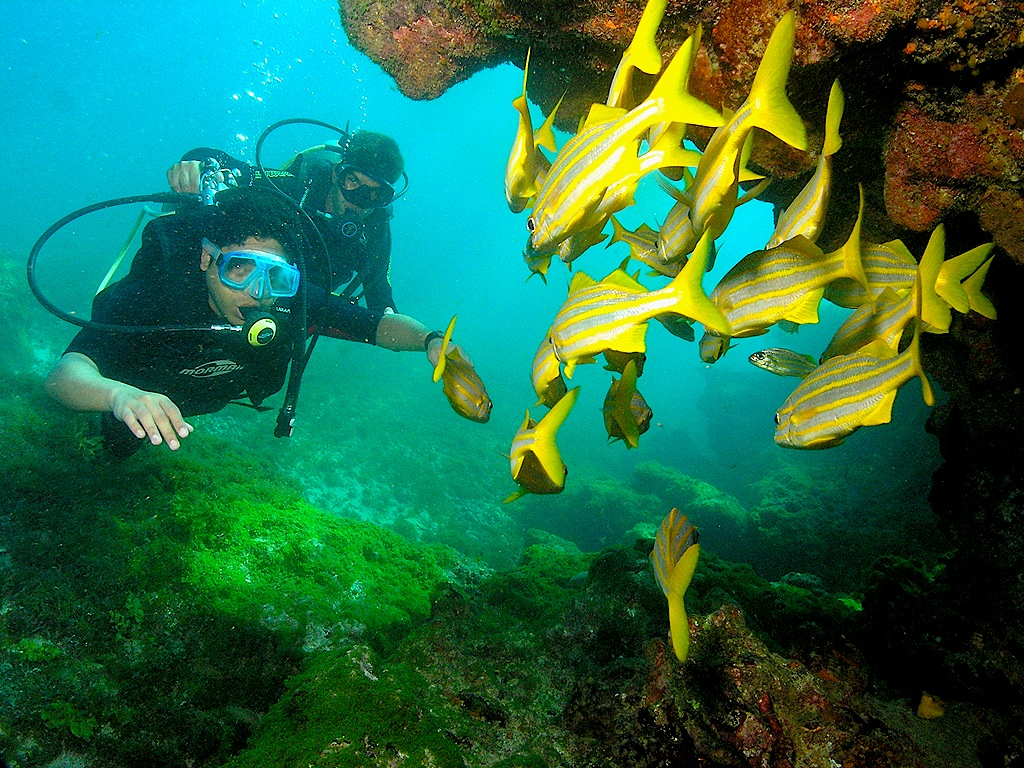
Recife, conhecida como a "Capital Brasileira dos Naufrágios", atrai mergulhadores de todo o mundo por sua rica vida marinha e suas águas calmas e cristalinas com temperaturas próximas dos 30 graus. Fora do litoral da capital pernambucana há também o Arquipélago de Fernando de Noronha (foto), pertencente à Mesorregião Metropolitana do Recife e considerado um dos melhores lugares para a prática de mergulho do planeta.

O Litoral Sul de Pernambuco, que tem cerca de 187 km de extensão, é totalmente protegido por corais, que formam piscinas naturais de águas mornas. É famoso por diversas praias conhecidas nacional e internacionalmente, como Porto de Galinhas. Turistas de todo o país se hospedam nos luxuosos hotéis e resorts do litoral sul do estado.
O Litoral Norte do estado é mais densamente habitado que o litoral sul, quase urbanizado por completo desde a Região Metropolitana do Recife até a divisa com a Paraíba (o que muitos vêem como a primeira proto-megalópole interestadual do país, que teria em extensão latitudinal mais de 120 km de urbanização costeira contígua). Tem alguns dos sítios históricos mais importantes do Brasil, como os dos municípios de Olinda, Igarassu, Itamaracá e Goiana. Construções do Brasil Colônia, como o Forte Orange na Ilha de Itamaracá e a Igreja dos Santos Cosme e Damião em Igarassu, são muito visitadas por turistas que passam pela região. As praias também são muito procuradas. O litoral norte pernambucano também é conhecido por abrigar o Veneza Water Park, um dos maiores parques aquáticos do Brasil, situado na Praia de Maria Farinha em Paulista.

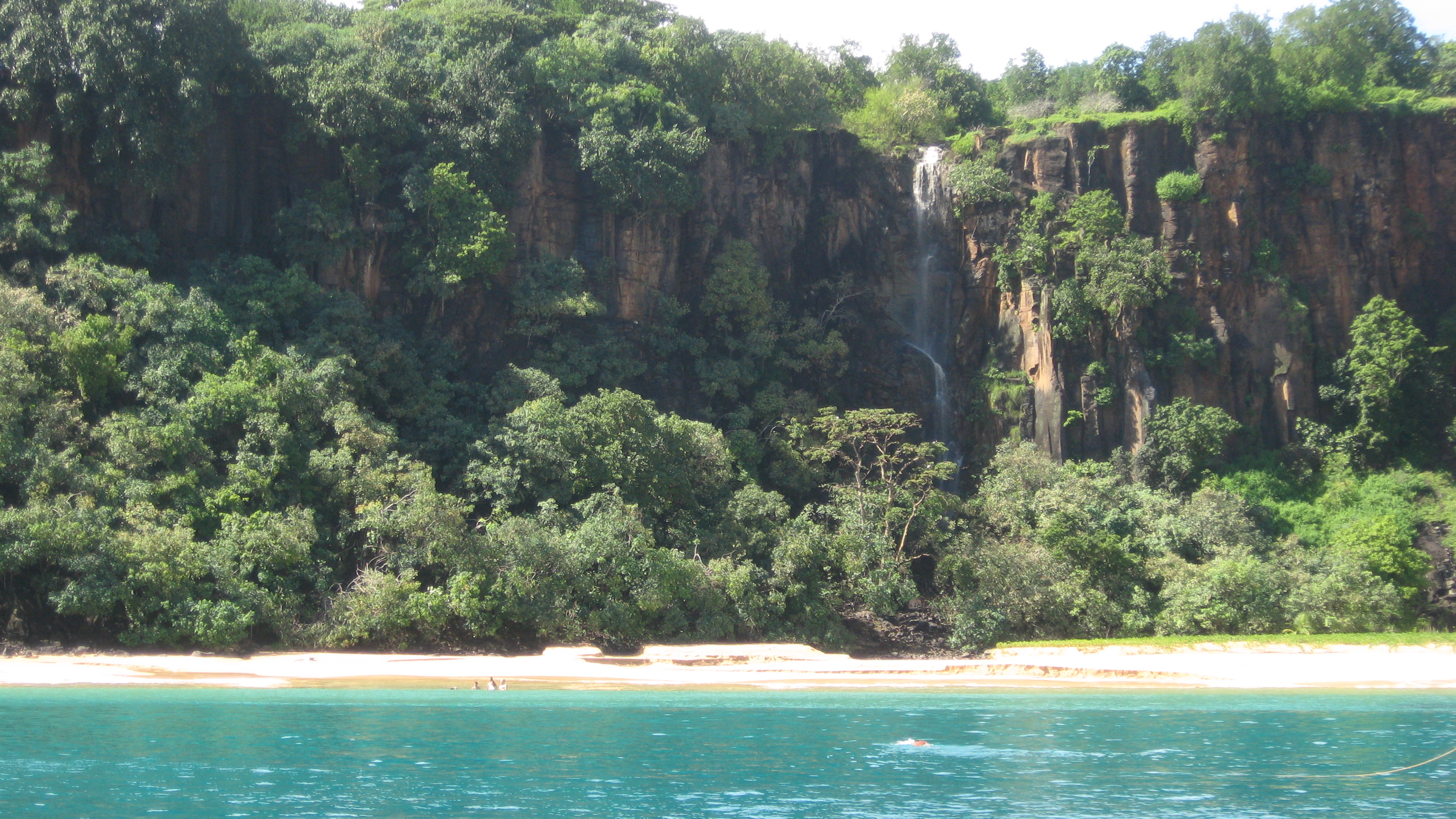
A Baía do Sancho, em Fernando de Noronha, foi eleita a melhor praia do mundo pelos usuários do TripAdvisor.

O arquipélago de Fernando de Noronha tem destaque nacional e mundial. Pelas ilhas é possível avistar os golfinhos saltadores. As principais atrações do arquipélago são o Forte de Nossa Senhora dos Remédios de Fernando de Noronha, a Vila dos Remédios, a Praia da Conceição, a Praia do Boldró, a Baía dos Porcos, a Baía do Sancho (cercada por falésias cobertas de vegetação), a Baía dos Golfinhos, a Praia da Cacimba do Padre, o Morro Dois Irmãos, o Reduto de São Joaquim de Fernando de Noronha, o Reduto de Santa Cruz do Morro do Pico de Fernando de Noronha e o Reduto de Santana de Fernando de Noronha. O arquipélago foi declarado Patrimônio Natural da Humanidade pela UNESCO.

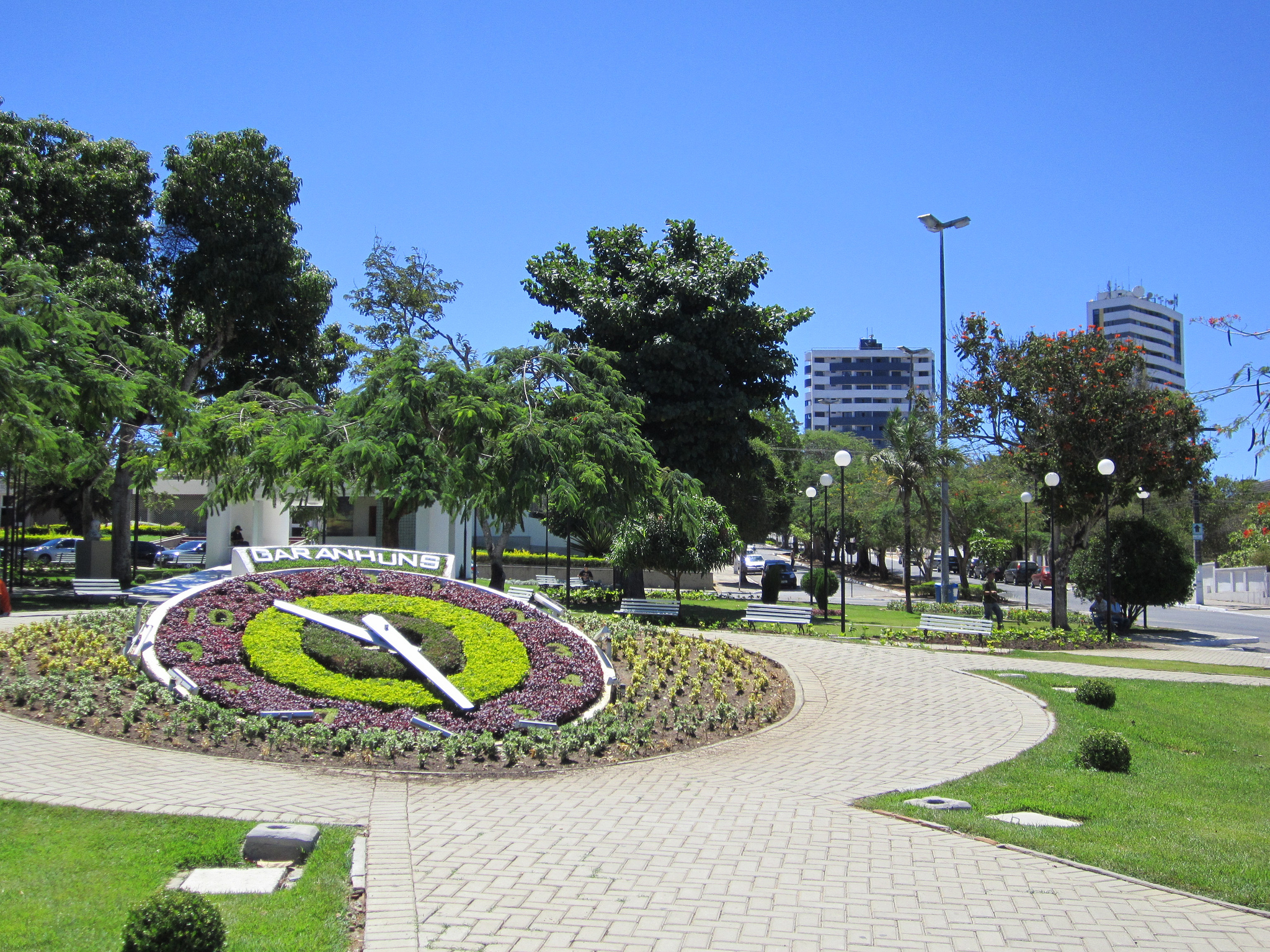
Em Garanhuns ocorre uma das etapas do Circuito do Frio, evento multicultural realizado entre julho e agosto em cinco cidades serranas de Pernambuco (as outras etapas acontecem em Triunfo, Gravatá, Pesqueira e Taquaritinga do Norte).

O Circuito do Frio é uma opção para os que procuram um clima ameno. Trata-se de um evento multicultural, realizado no mês de julho e começo de agosto em cinco cidades serranas do interior pernambucano: Garanhuns, Triunfo, Gravatá, Pesqueira e Taquaritinga do Norte. O Festival de Inverno de Garanhuns (FIG), criado em 1991, foi o primeiro evento, que deu início ao costume de seguir para o interior de Pernambuco na época mais fria do ano. O FIG apresenta uma maratona de atrações nacionalmente conhecidas nas praças e parques. São 12 polos, espalhados por toda a cidade de Garanhuns, num evento que mistura diversos estilos musicais – rock, MPB, blues, jazz, forró e música instrumental, para citar alguns –, teatro, cinema, circo, gastronomia, folguedos populares e outras formas de manifestação cultural. Triunfo, por sua vez, é um dos destinos mais concorridos do circuito. Poucos municípios têm o privilégio de reunir tantos atrativos quanto Triunfo: o clima (a cidade está a 1.004 metros de altitude) que propicia o cultivo de flores, o casario singelo, as antigas construções, os seculares conventos, o Cine-Teatro Guarany, os engenhos de cana-de-açúcar e a Lagoa João Barbosa. Gravatá, localizada a 85 quilômetros do Recife, é um dos locais mais acessíveis do evento. Andar pela cidade, tomar chocolate quente, parar nos restaurantes tradicionais de culinária típica para comer galinha à cabidela ou buchada de bode são programas imperdíveis. Em Gravatá, o Circuito do Frio recebe o nome de Festa da Estação.Cidade de larga tradição rendeira, Pesqueira realiza há cinco anos a Festa da Renascença, justamente o nome da renda feita na região. Já a cidade das praças e das flores, Taquaritinga do Norte, comanda a Festa das Dálias.

## Economia de Pernambuco - Números
| Evolução do PIB de Pernambuco | Evolução do PIB de Pernambuco | Evolução do PIB de Pernambuco |
| Ano                           | PIB                           | PIB per capita                |
| ----------------------------- | ----------------------------- | ----------------------------- |
| 2005                          | R$ 49,903 bilhões             | R$ 5.931                      |
| 2006                          | R$ 55,505 bilhões             | R$ 6.528                      |
| 2007                          | R$ 62,256 bilhões             | R$ 7.337                      |
| 2008                          | R$ 70,441 bilhões             | R$ 8.065                      |
| 2009                          | R$ 78,428 bilhões             | R$ 8.901                      |
| 2010                          | R$ 95,187 bilhões             | R$ 10.821                     |
| 2011                          | R$ 104,394 bilhões            | R$ 11.776                     |
| 2012                          | R$ 117,340 bilhões            | R$ 13.138                     |
| 2013                          | R$ 140,728 bilhões            | R$ 15.282                     |
| 2014                          | R$ 155,143 bilhões            | R$ 16.722                     |

| 10 maiores PIBs municipais de Pernambuco (2014) | 10 maiores PIBs municipais de Pernambuco (2014) | 10 maiores PIBs municipais de Pernambuco (2014) | 10 maiores PIBs municipais de Pernambuco (2014) | 10 maiores PIBs municipais de Pernambuco (2014) |
| Posição                                         | Município                                       | Região do estado                                | PIB                                             | PIB per capita                                  |
| ----------------------------------------------- | ----------------------------------------------- | ----------------------------------------------- | ----------------------------------------------- | ----------------------------------------------- |
| 1                                               | Recife                                          | Grande Recife                                   | R$ 50,688 bilhões                               | R$ 31.513,07                                    |
| 2                                               | Jaboatão dos Guararapes                         | Grande Recife                                   | R$ 13,217 bilhões                               | R$ 19.410,36                                    |
| 3                                               | Cabo de Santo Agostinho                         | Grande Recife                                   | R$ 8,462 bilhões                                | R$ 42.655,36                                    |
| 4                                               | Ipojuca                                         | Grande Recife                                   | R$ 7,245 bilhões                                | R$ 80.814,45                                    |
| 5                                               | Caruaru                                         | Agreste                                         | R$ 6,239 bilhões                                | R$ 18.226,43                                    |
| 6                                               | Olinda                                          | Grande Recife                                   | R$ 5,327 bilhões                                | R$ 13.700,70                                    |
| 7                                               | Petrolina                                       | Vale do São Francisco                           | R$ 5,230 bilhões                                | R$ 16.043,56                                    |
| 8                                               | Paulista                                        | Grande Recife                                   | R$ 4,083 bilhões                                | R$ 12.770,39                                    |
| 9                                               | Vitória de Santo Antão                          | Zona da Mata                                    | R$ 2,909 bilhões                                | R$ 21.570,45                                    |
| 10                                              | Igarassu                                        | Grande Recife                                   | R$ 2,327 bilhões                                | R$ 20.987,64                                    |

| 10 maiores PIBs municipais do interior de Pernambuco (2014) | 10 maiores PIBs municipais do interior de Pernambuco (2014) | 10 maiores PIBs municipais do interior de Pernambuco (2014) | 10 maiores PIBs municipais do interior de Pernambuco (2014) | 10 maiores PIBs municipais do interior de Pernambuco (2014) |
| Posição                                                     | Município                                                   | Região do estado                                            | PIB                                                         | PIB per capita                                              |
| ----------------------------------------------------------- | ----------------------------------------------------------- | ----------------------------------------------------------- | ----------------------------------------------------------- | ----------------------------------------------------------- |
| 1                                                           | Caruaru                                                     | Agreste                                                     | R$ 6,239 bilhões                                            | R$ 18.226,43                                                |
| 2                                                           | Petrolina                                                   | Vale do São Francisco                                       | R$ 5,230 bilhões                                            | R$ 16.043,56                                                |
| 3                                                           | Vitória de Santo Antão                                      | Zona da Mata                                                | R$ 2,909 bilhões                                            | R$ 21.570,45                                                |
| 4                                                           | Garanhuns                                                   | Agreste                                                     | R$ 1,897 bilhão                                             | R$ 13.944,45                                                |
| 5                                                           | Belo Jardim                                                 | Agreste                                                     | R$ 1,286 bilhão                                             | R$ 17.105,61                                                |
| 6                                                           | Santa Cruz do Capibaribe                                    | Agreste                                                     | R$ 1,262 bilhão                                             | R$ 12.717,99                                                |
| 7                                                           | Serra Talhada                                               | Sertão do Pajeú                                             | R$ 1,247 bilhão                                             | R$ 14.899,75                                                |
| 8                                                           | Carpina                                                     | Zona da Mata                                                | R$ 1,217 bilhão                                             | R$ 15.180,51                                                |
| 9                                                           | Gravatá                                                     | Agreste                                                     | R$ 0,941 bilhão                                             | R$ 11.593,65                                                |
| 10                                                          | Arcoverde                                                   | Sertão do Moxotó                                            | R$ 0,870 bilhão                                             | R$ 11.972,46                                                |